# Pseudomma schollaertensis
Pseudomma schollaertensis är en kräftdjursart som beskrevs av O. Tattersall 1955. Pseudomma schollaertensis ingår i släktet Pseudomma och familjen Mysidae. Inga underarter finns listade i Catalogue of Life.